# Ischnoptera bilunata
Ischnoptera bilunata är en kackerlacksart som beskrevs av Henri Saussure 1869. Ischnoptera bilunata ingår i släktet Ischnoptera och familjen småkackerlackor. Inga underarter finns listade i Catalogue of Life.